# Бузулук (приток Хопра)
Бузулу́к — средняя река в Волгоградской области, левый приток реки Хопёр. Длина — 314 км, площадь бассейна — 9510 км². Средний расход воды — 12,5 м³/с.
Истоки на западных склонах Приволжской возвышенности, питание снеговое. Характер течения равнинный, в верховьях река иногда пересыхает. В бассейне расположено свыше 600 небольших озёр.
Бассейн реки в нижнем и среднем течение входил в Область Войска Донского, заселён донскими казаками; в верховьях — русские сёла.
Впадает в реку Хопёр близ станицы Усть-Бузулукская Алексеевского района Волгоградской области.

## Этимология
Слово образовано от тюркского *buzaw (башк. быҙау, тат. бозау, каз. бұзау, тур. buzağı) — телёнок, *liq — аффикс принадлежности к чему-либо. Согласного иной версии слово образовано от тюркского *buz (башк. боҙ, тат. боҙ, каз. мұз, тур. buz, турк. buz) — лёд.

## Населённые пункты на реке

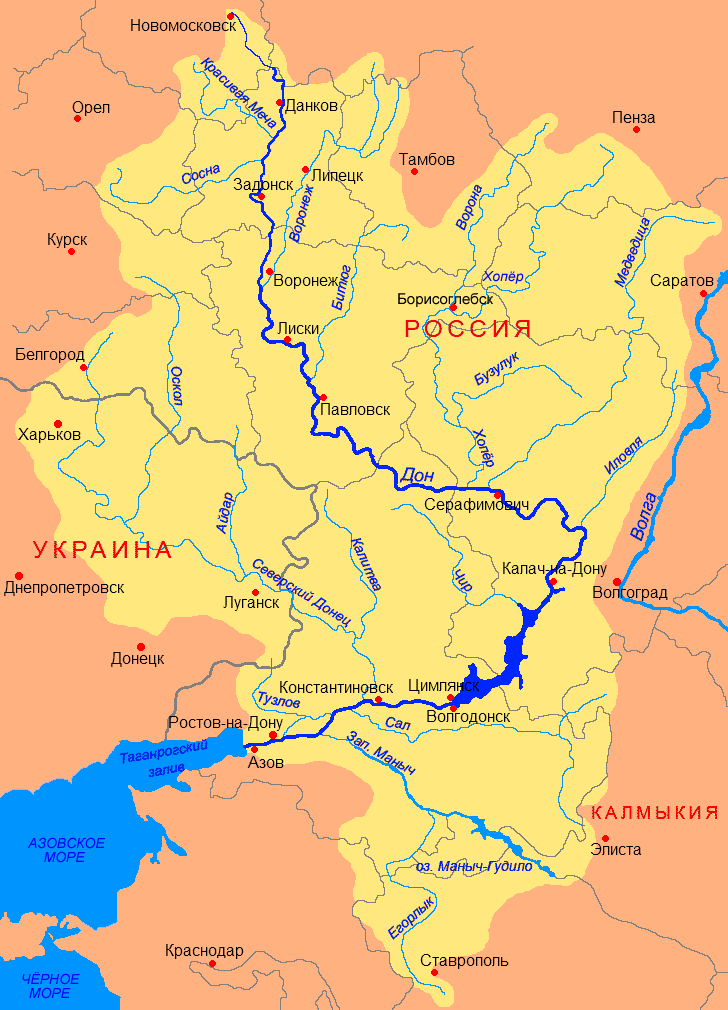
Бассейн Дона

От истока к устью:
- станица Преображенская
- хутор Рожновский
- станица Филоновская
- город Новоаннинский
- станица Алексеевская

## Притоки
- Паника Степная (справа в 65 км от устья)
- Чёрная (слева в 92 км от устья)
- Карман
- Кардаил (справа в 150 км от устья)
- Безымянка
- Большая Завязка (справа в 171 км от устья)
- Чёрная (слева в 196 км от устья)
- Мачеха (справа в 200 км от устья)
- Титова балка
- Водяная балка
- Осиновая балка
- Сентябрьская балка
- р. Перевозинка (левый приток в районе г. Новоаннинский)